# Dysdera yozgat
Dysdera yozgat là một loài nhện trong họ Dysderidae.
Loài này thuộc chi Dysdera. Dysdera yozgat được Christa Deeleman-Reinhold miêu tả năm 1988.